# Montchauvet (Yvelines)
Montchauvet – miejscowość i gmina we Francji, w regionie Île-de-France, w departamencie Yvelines.
Według danych na rok 1990 gminę zamieszkiwało 236 osób, a gęstość zaludnienia wynosiła 30 osób/km² (wśród 1287 gmin regionu Île-de-France Montchauvet plasuje się na 967. miejscu pod względem liczby ludności, natomiast pod względem powierzchni na miejscu 496.).